# Força magnetomotriu
La força magnetomotriu (fmm) és la causa física que produeix el flux magnètic, és una força anàloga a la força electromotiu o voltatge en electricitat.
En aquest context, el mot força s'utilitza en el sentit general d'"allò que té un efecte físic" que no és el mateix que la força mecànica mesurada en newtons.
La definició estàndard de la força magnetomotriu implica un corrent elèctric passant a través d'un conductor, que compta pels camps magnètics tant dels electroimants com dels planetes o les estrelles. Els imants permanents també exhibeixen una força magnetomotriu, però per raons diferents.

## Unitats
Al Sistema Internacional d'Unitats, la unitat de la força magnetomotriu és l'ampere espira, representada per un corrent continu estable d'un ampere fluint per una única espira de material conductor al buit.
Al sistema CGS la unitat és el gilbert (Gi), establerta el 1930 per la Comissió Electrotècnica Internacional en honor de William Gilbert. El gilbert es defineix de manera diferent i és una unitat més petita que l'ampere espira.
{\displaystyle {\begin{matrix}1\,\operatorname {Gi} &=&{\frac {10}{4\pi }}\ {\mbox{A espira}}\\&\approx &0.795773\ {\mbox{A espira}}\end{matrix}}}

## Equacions
La força magnetomotriu {\displaystyle {\mathfrak {F}}} a un inductor vindrà donada per:
{\displaystyle {\mathfrak {F}}=NI=\Phi {\mathfrak {R}}}
on N és el nombre d'espires de la bobina, I és el corrent, Φ és el flux magnètic i {\displaystyle {\mathfrak {R}}} és la reluctància del circuit magnètic.